# تشارلي وليامز (لاعب كرة قدم)
تشارلي وليامز (بالإنجليزية: Charlie Williams)‏ (و. 1873 – 1952 م) هو لاعب ومدرب كرة قدم، من المملكة المتحدة، يلعب كحارس مرمى، توفي عن عمر يناهز 79 عاماً.

## روابط خارجية
- تشارلي وليامز على موقع عالم كرة القدم.نت (الإنجليزية)
- تشارلي وليامز على موقع أوليمبيديا (الإنجليزية)